# Giglovce
Giglovce (in ungherese Giglóc) è un comune della Slovacchia facente parte del distretto di Vranov nad Topľou, nella regione di Prešov.